# Нурінов Олександр Агейович
Олександр Агейович Нурінов (1893, місто Петрозаводськ, тепер Республіка Карелія, Російська Федерація — розстріляний 1938, Київ) — радянський діяч, уповноважений Народного комісаріату радгоспів СРСР по Українській СРР, директор науково-дослідного Інституту гібридизації і акліматизації тварин (заповідник Асканія-Нова). Кандидат у члени ЦК КП(б)У в січні 1934 — травні 1937 р.

## Біографія
Народився у родині торговця (за іншими даними — наймита). Освіта вища незакінчена.
Член РКП(б) з 1918 року.
Служив у Червоній армії, учасник Громадянської війни в Росії.
На початку 1920-х років перебував на відповідальній радянській роботі в місті Артемівську на Донбасі.
У 1926 році — голова правління акціонерного товариства «Ларьок» у місті Харкові. З жовтня 1926 року — член колегії народного комісаріату торгівлі Української СРР.
З грудня 1926 до жовтня 1929 року — заступник народного комісара торгівлі Української СРР.
З 1929 року — член колегії Народного комісаріату землеробства СРСР у Москві.
У 1933 — 26 липня 1934 року — уповноважений Народного комісаріату радгоспів СРСР по Українській СРР.
2 серпня 1934 — 5 жовтня 1937 року — директор науково-дослідного Інституту гібридизації і акліматизації тварин (заповідник Асканія-Нова). Послідовник вчення академіка Лисенка.
20 січня 1938 року заарештований органами НКВС. 12 вересня 1938 року засуджений до розстрілу, розстріляний. Посмертно реабілітований.